# Sound Museum – Three Women
Sound Museum – Three Women från 1996 är ett musikalbum med Ornette Coleman.

## Låtlista
All musik är skriven av Ornette Coleman.
1. Sound Museum – 4:54
2. Monsieur Allard – 2:48
3. City Living – 3:31
4. What Reason – 4:59
5. Home Grown – 3:23
6. Stopwatch – 2:27
7. Don't You Know by Now – 4:23
8. P. P.  (Picolo Pesos) – 3:23
9. Women of the Veil – 4:48
10. Yesterday, Today, & Tomorrow – 4:14
11. Biosphere – 4:23
12. European Echoes – 4:57
13. Mob Job – 4:22
14. Macho Woman – 2:41

## Medverkande
- Ornette Coleman – altsaxofon, violin, trumpet
- Geri Allen – piano
- Charnett Moffett – bas
- Denardo Coleman – trummor
- Lauren Kinhan, Chris Walker – sång